# 颗粒细胞瘤
颗粒细胞瘤（granulosa cell tumor，GCT）又称粒层细胞瘤，是一种由颗粒细胞异变引起的肿瘤，其内容物仅由颗粒细胞构成或颗粒细胞所占比例＞10%，背景常为纤维卵泡膜瘤样间质。颗粒细胞瘤属于性索间质肿瘤，也可说其属于非上皮组织肿瘤。
尽管颗粒细胞瘤通常病发在卵巢，极个别情况也出现在睾丸、腹膜后间隙或其他罕见位置。这类肿瘤应当被视为可转移性癌症，并应采取其他类型的卵巢癌症的治疗方式。此类肿瘤期与其他上皮肿瘤相同，通常发现于第I期。发病年龄平均为50-55岁，但在各年龄中均发现病例。此类疾病在松鼠猴中也出现。
幼年型颗粒细胞瘤（{juvenile granulosa cell tumour）是一类相似但有不同的罕见肿瘤。它同时发现于卵巢或睾丸中。位于睾丸的病例极其罕见，并显示为非恶性肿瘤。尽管此类肿瘤通常发现于儿童患者，但也有报道称在成人里发现病例。
颗粒细胞瘤另称粒层膜层细胞瘤（granulosa-theca cell tumor，GTCT），但目前多用于兽医学，此因这些动物身上的肿瘤常常表现出明显的、可识别的粒层细胞和膜层细胞的混合，且混合程度相当显著。人类病理一般按 WHO 使用术语 granulosa cell tumor。

## 临床特征
绝大多数的卵巢颗粒细胞瘤患者均有临床症状，因为患者年龄和性别不同，症状会有所区别。
对于女性患者而言，症状包括：
- 激素症状。由于肿瘤细胞可以分泌雌性激素，如果患者是绝经后，通常会发生非正常阴道出血，偶然伴有乳房胀痛、乳房增大、阴道涂片鳞状上皮成熟指数右移等；如果患者是生育期妇女，则会出现月经过多，然而在一些案例中，患者可能出现闭经，并与其它疾病合并（譬如子宫肌瘤或乳腺癌）。如果患者是青春期前儿童，多数表现为假性性早熟。
- 男性化。由于卵巢间质黄素化及卵泡内膜细胞黄素化发生，少数患者会出现月经稀发、闭经、多毛等男性化现象；通过切除肿瘤手术后，血液内数值会回复至正常范围。
- 腹部囊肿。卵巢颗粒细胞瘤可以通过妇科检查触及发现；少数病例伴有胸腔积液。

## 病因
到目前为止，颗粒细胞瘤的发病原因尚不清楚。但研究发现97%的颗粒细胞瘤在FOXL2中存在一类完全相同的基因缺陷（DNA复制错误），但这类突变不会遗传给后代。很多研究推定此为颗粒细胞瘤的病因。

## 病理
对成人型颗粒细胞瘤中，肿瘤多数为单侧性，双侧性占5%至10%，直径平均为12cm；呈囊性、实性或两者兼有，圆形、卵圆形或分叶状型，或伴有囊状滤泡；囊内液多为水、血或胶质，切面实性部分为白色、棕色、黄色或灰色。其细胞组织排列形态，包括微滤泡型、巨滤泡型、小梁型、丝带型、弥漫型等。患者通常对瘤细胞胞质内ER、波形蛋白、细胞角蛋白呈阳性；在上皮细胞膜抗原、卵巢浆液性囊腺癌抗原呈阴性。

## 治疗
治疗颗粒细胞瘤的最通常方法为手术切除，最常见的是施行肿瘤细胞减灭术。对于肿瘤包膜破裂的患者，通常兼顾化学药物治疗，并多是采用与卵巢癌类似的以顺铂为主的多药联合化疗方案；此外放射治疗也是有益的综合治疗手段之一。